# Pertlstein
Pertlstein är en ort i  kommunen Fehring i Österrike. Den ligger i distriktet Südoststeiermark i förbundslandet Steiermark.
Pertlstein var tidigare en självständig kommun, men blev den 1 januari 2015 en del av kommunen Fehring.